# 布拉德福德球場火災

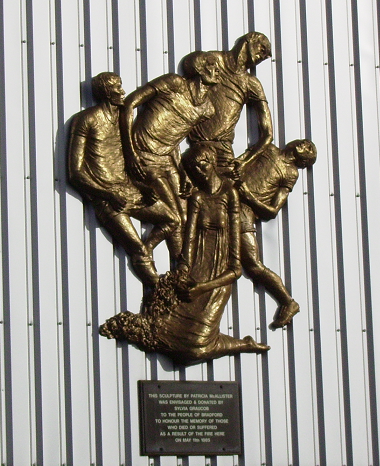
位於主看台的慘劇紀念雕塑。

布拉德佛德球場火災是1985年5月11日於英國布拉德福德山谷閱兵球場發生的火災事故，共造成56人死亡。

## 事件
1985年5月11日有超過11,000名球迷在場內慶祝球隊奪得丙組聯賽冠軍，在一週前當巴拉福特以2-0擊敗已確保奪得錦標，當時正進行球季最後一場對林肯城的聯賽，冠軍頒獎在賽前舉行，在完半場前已有80年歷史木構的「新雲看台」（Sunwin Stand）發生火警，部分觀眾逃入比賽草坪，但有部分被困於看台通道內，而出口的旋轉入閘機亦被鎖上，導致56人死亡（包括球隊86歲的前主席山姆·弗斯）及超過200人受傷。事後調查發現火警是因積聚於看台底的垃圾意外被觀眾拋棄未熄滅的香煙或火柴點燃而引起。諷刺的是而因巴拉福特升級乙組，球隊原已安排比賽翌日更換球場的木構頂蓋以符合乙組球場的安全標準。火灾迫使巴拉福特在當地的欖球隊的歐賽球場（Odsal Stadium）或哈德斯菲尔德的利兹路球場（Leeds Road ground）進行比賽，直到1986年12月14日才回到重建後的山谷閱兵球場。

## 紀念
巴拉福特安排周年悼念儀式及復活節周末青年足球競賽，吸引當地及林肯城以至歐洲各地的球隊參加，現在的新雲看台亦設置牌匾紀念死者。這次火災連同稍後發生的希爾斯堡球場慘劇亦促使立法規定更安全的球場法例。

## 外部連結
- 英超联赛将为布拉德福德惨案进行纪念